# Norrga naturreservat
Norrga naturreservat är ett naturreservat i Botkyrka kommun i Stockholms län. Området är naturskyddat sedan 2012 och är 14 hektar stort. Markägaren är privat

## Beskrivning
Reservatet har sitt namn efter gården Norrga som ligger utanför sydvästra reservatsområdet. Reservatet nås lättast från väster. Man passerar Nolinge gård och följer grusvägen mot Lida friluftsgård. Vid vägens slut finns en parkeringsplats. Här börjar Lida naturreservat. Följ träspången över den numera igenväxta västra viken av sjön Getaren samt en kort bit längs sjöns strand som är en del av Sörmlandsleden. Snart börjar en kraftig bergsbrant som leder upp till Jungfruberget vilket ligger cirka 65–70 meter över havet och ger fin utsikt över Getaren. 
Själva reservatet omfattar en smal sydbrant som höjer sig över en vik i sydvästra Getaren. Efter en cirka 800 meter lång promenad på Sörmlandsleden uppe på branten tar skogen slut. Här går även reservatsgränsen. Ett stycke längre mot sydväst syns Norrga kvarn nere i dalen. Reservatet består av gammal barrblandskog och tallskog. Låg påverkan från skogsbruk, ger reservatet dess värden.

## Naturreservatets syfte
Enligt kommunens beslut från 4 juni 2012 är syftet med reservatet: "att bevara ett för naturvården värdefullt skogsområde med dess skyddsvärda växt- och djurliv. Den gamla skogen och den biologiska mångfalden knuten till dess strukturer skall bevaras. Området skall vara tillgängligt för rekreation på ett sätt som inte äventyrar naturvärdena. Syftet uppnås genom att skogen undantas från skogsbruk och att den i huvudsak får utvecklas fritt, samt att inga anläggningar eller byggnader får tillkomma."

## Bilder

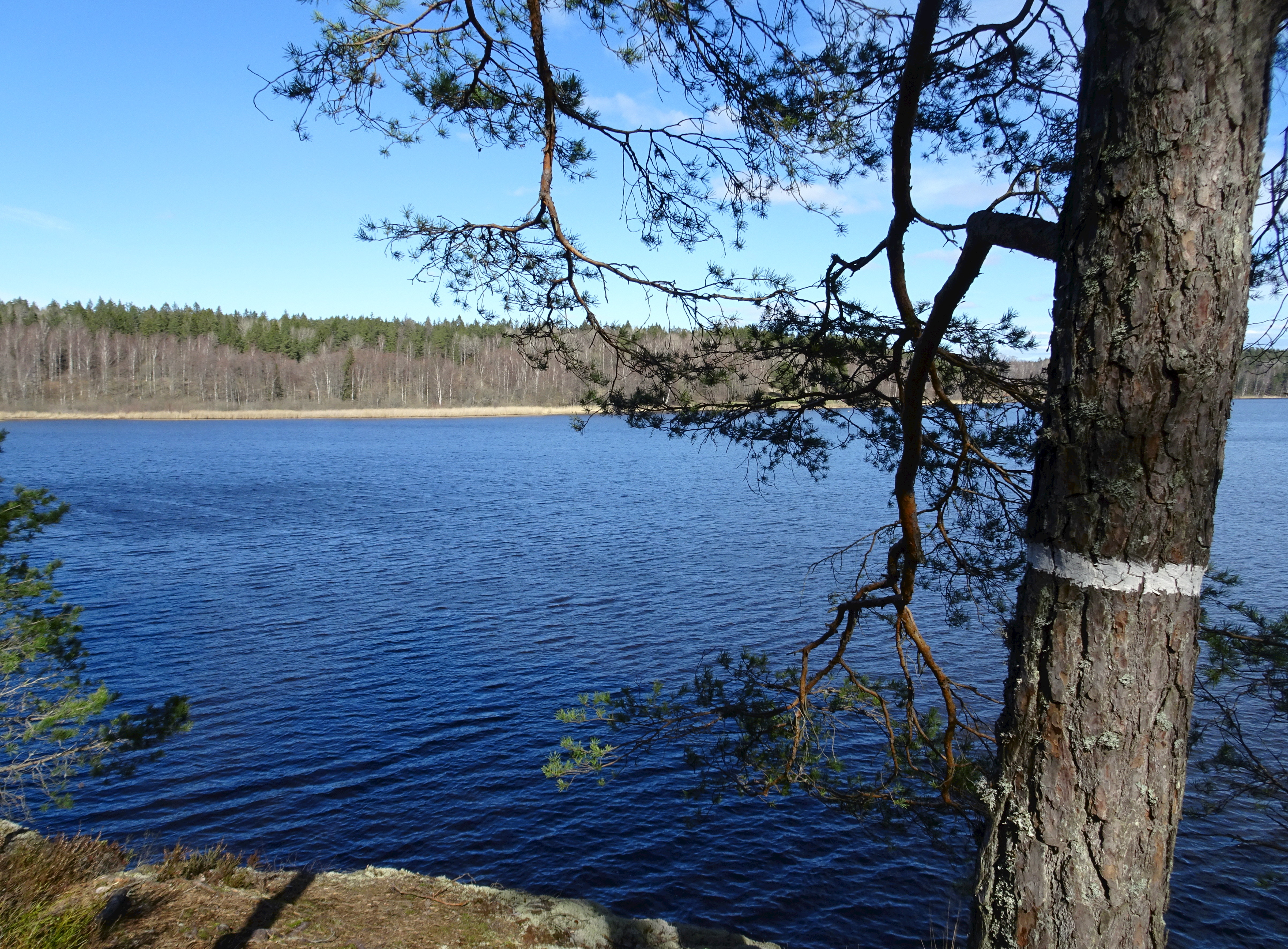
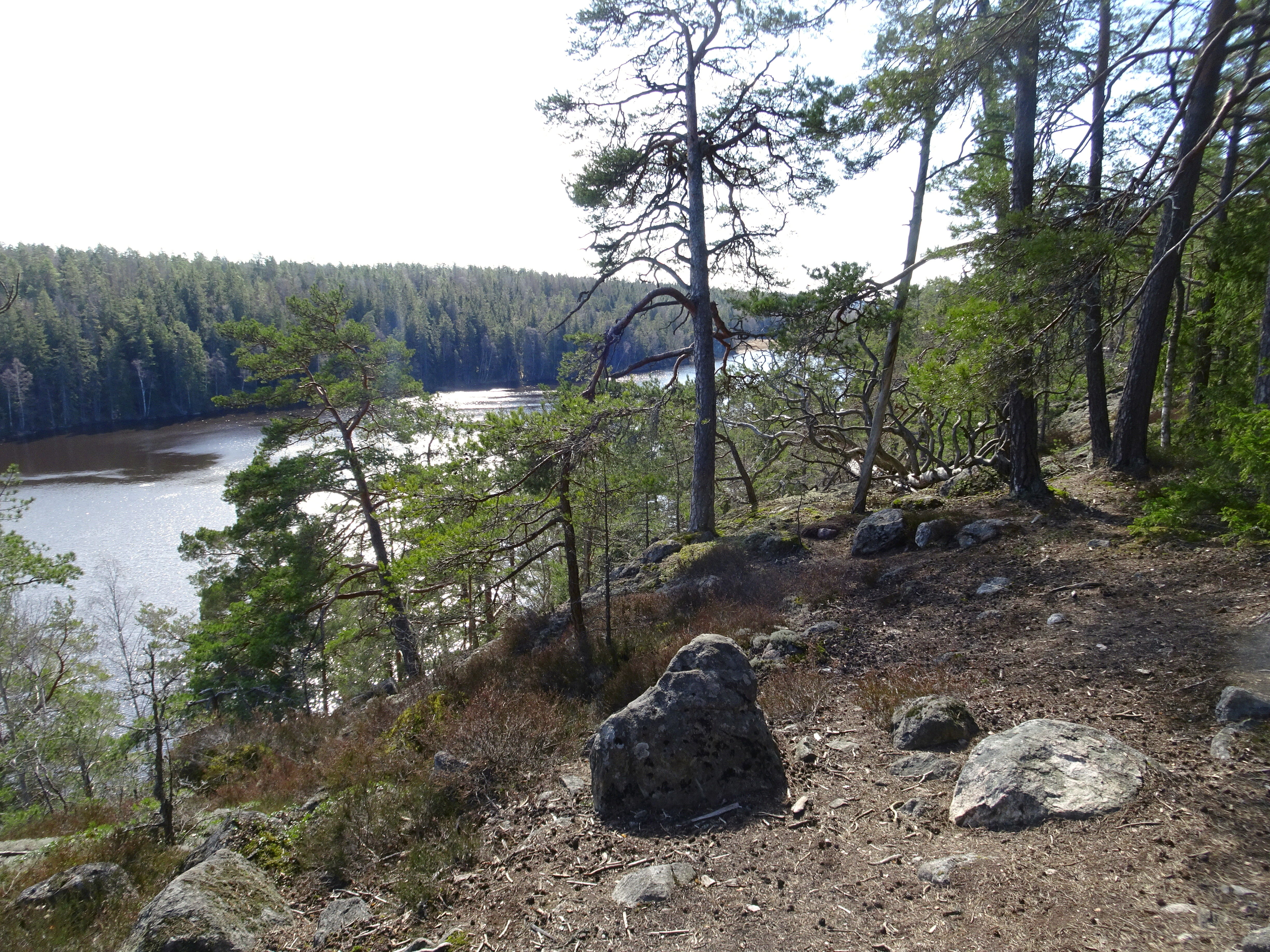
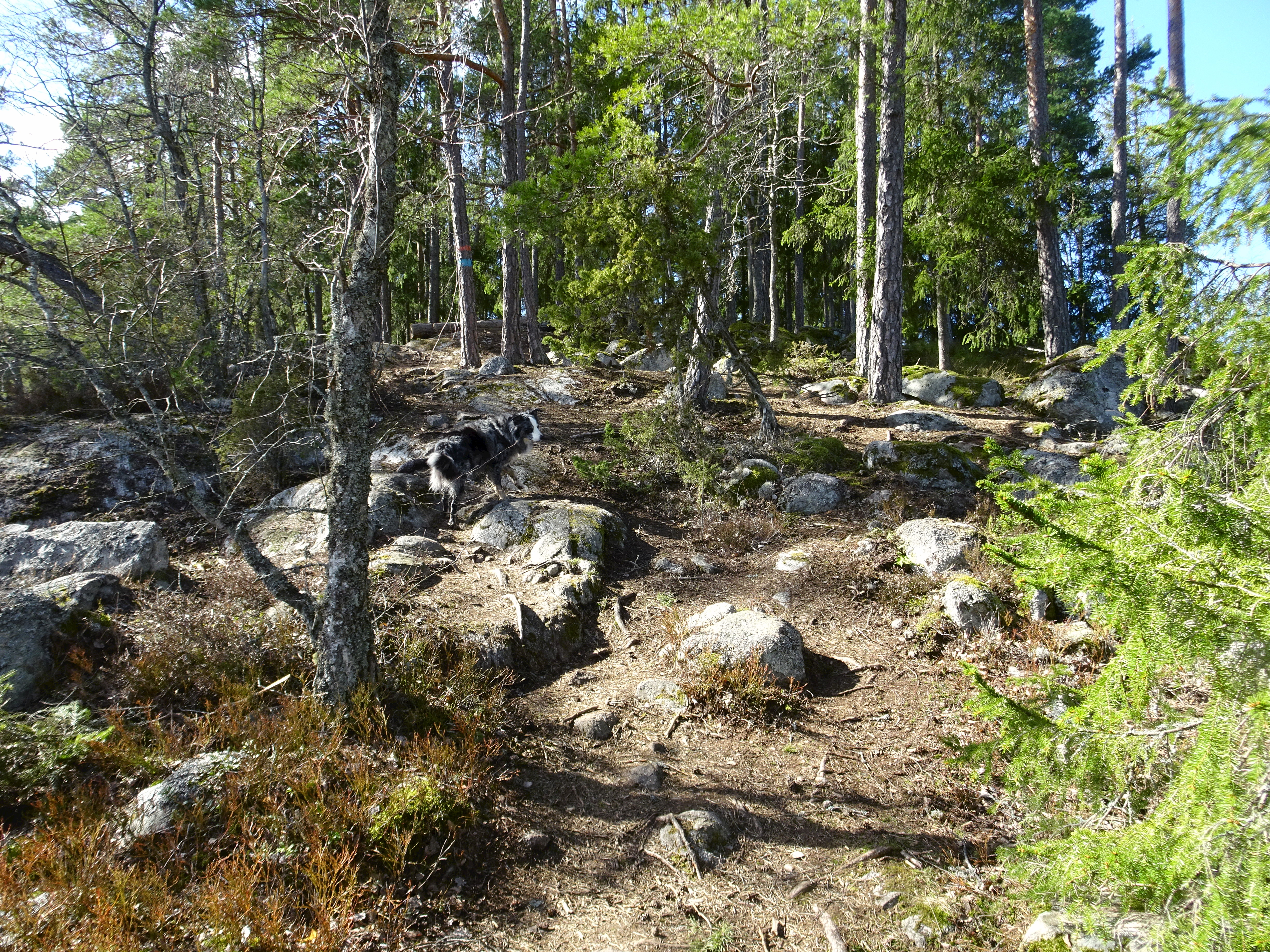
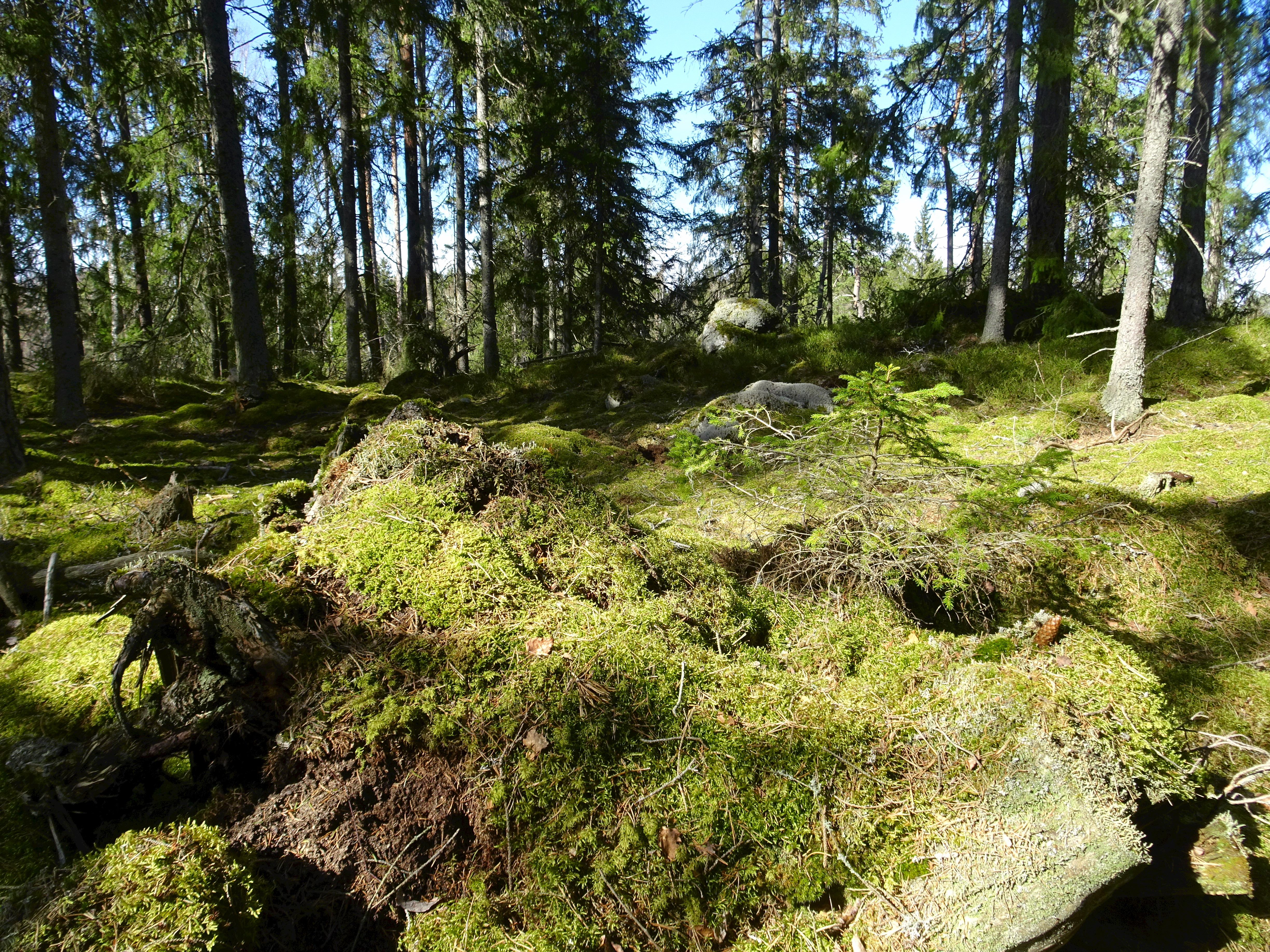